# Pirminius

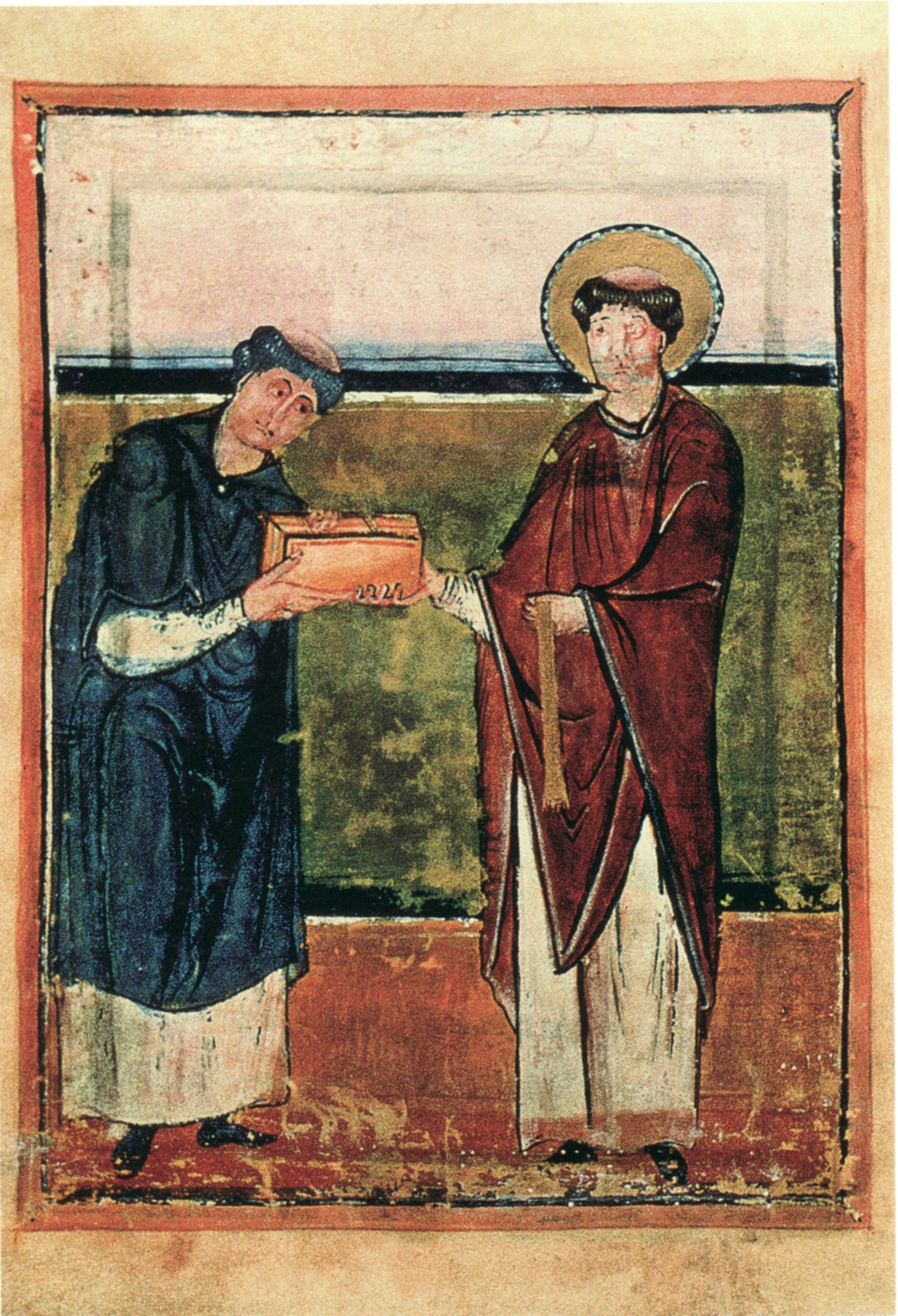
Abt Adalbert von Hornbach übergibt seinen Codex an St. Pirminius. Reichenauer Buchmalerei, Hornbacher Sakramentar, um 983

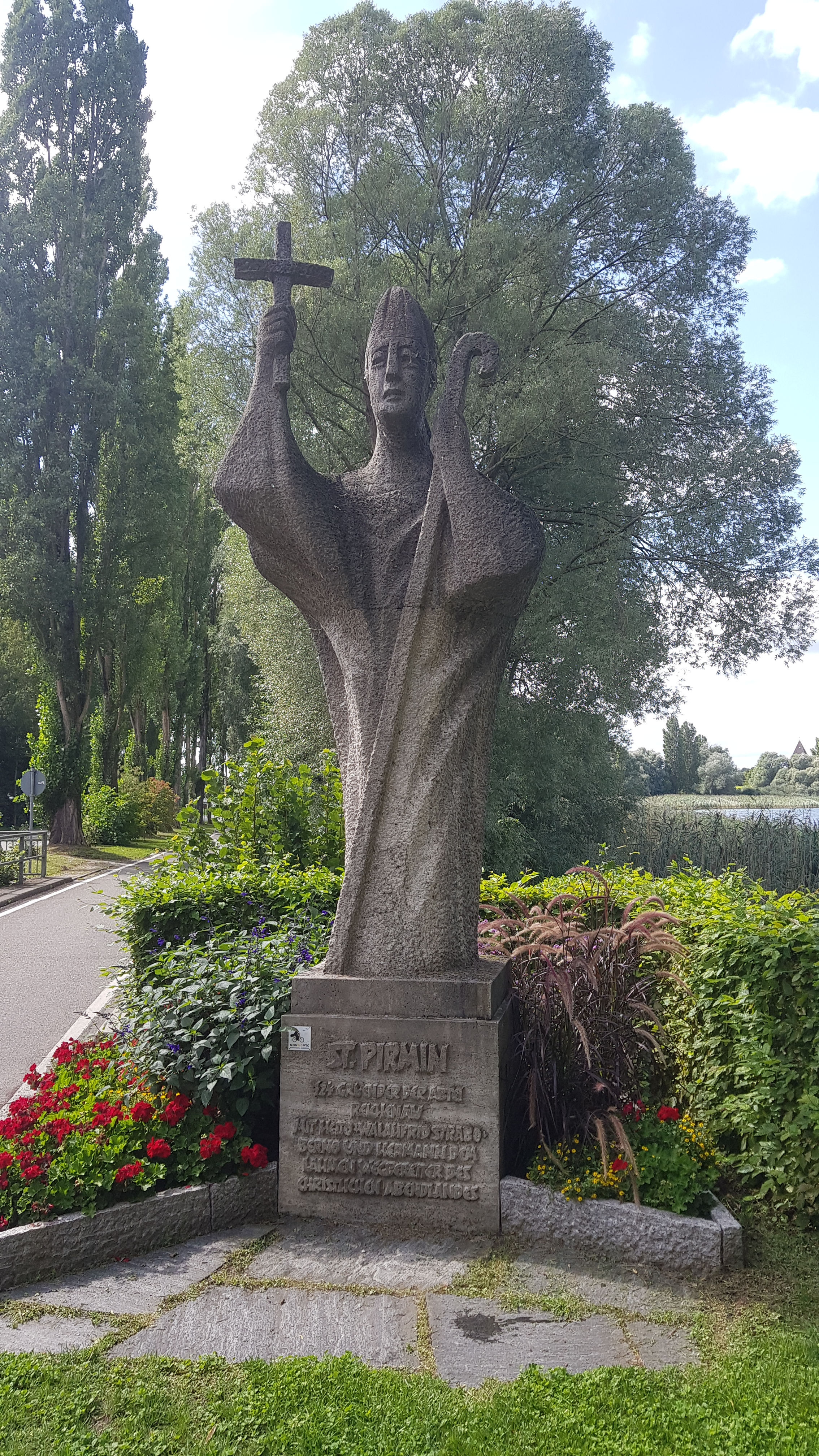
Pirminstatue auf der Insel Reichenau. Pirmin gründete das Kloster Reichenau

Pirminius, ursprünglich Primenius oder Priminius oder Pirmin, (* um 670; † 3. November 753 im Kloster Hornbach) war ein Klostergründer und wird als Heiliger verehrt.
Der evangelische, römisch-katholische und orthodoxe Gedenktag ist sein Todestag, der 3. November.

## Leben

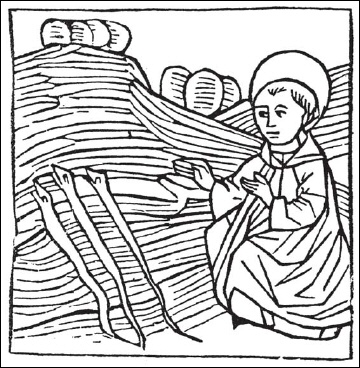
St. Pirminius als Schlangenvertreiber, Holzschnitt, Nürnberg, 1475

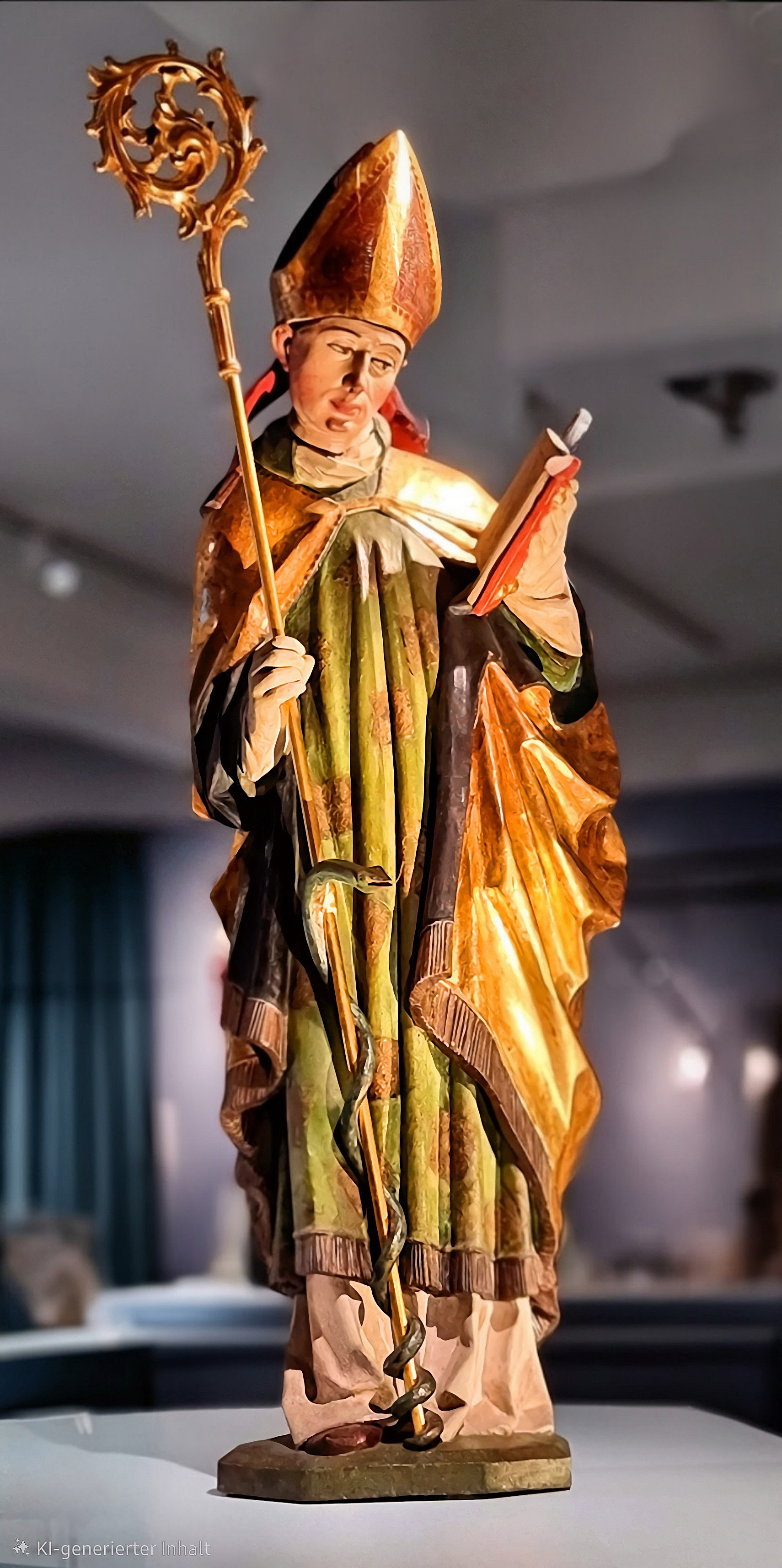
Skulptur aus dem ehem. Kloster Pfäfers

Wappen von Bierbach

Pirminus im Wappen von Glan-Münchweiler

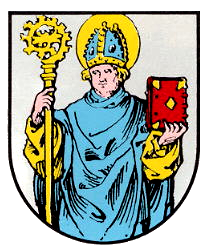
Wappen von Queichhambach

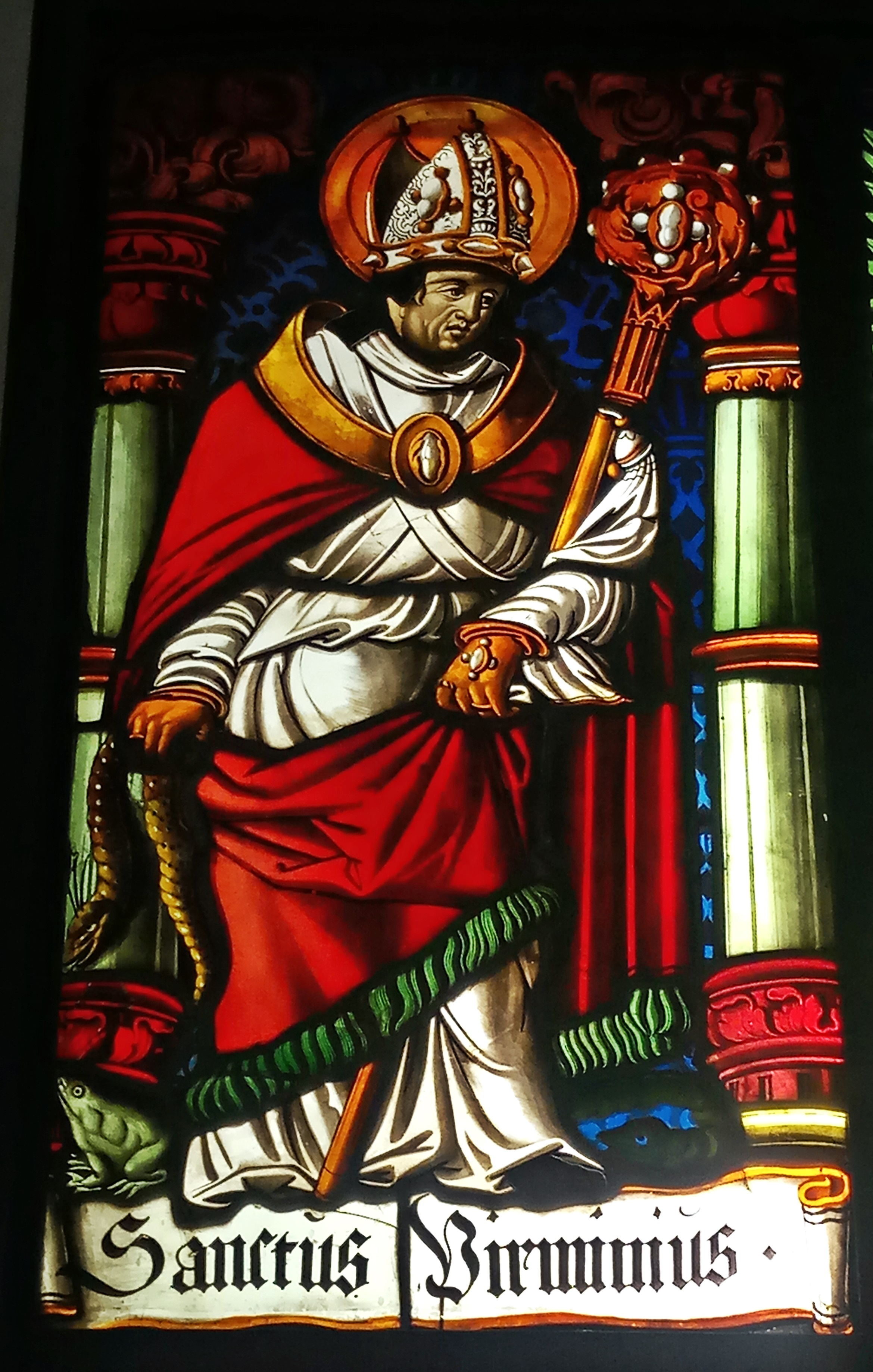
Münster Mittelzell, Reichenau, St. Pirminius, Glasmalerei, 1556

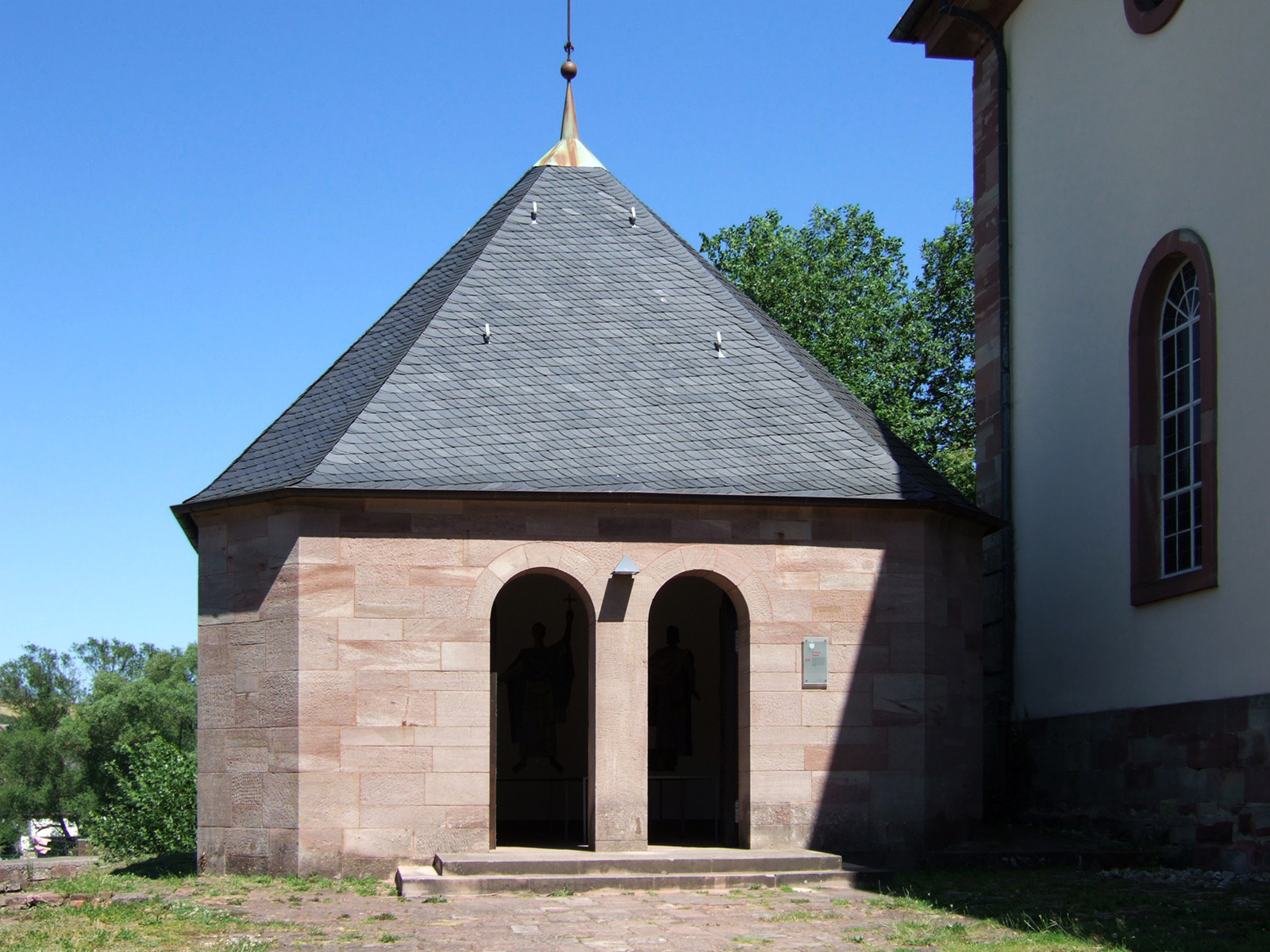
Ursprüngliche Grabstätte, Kloster Hornbach

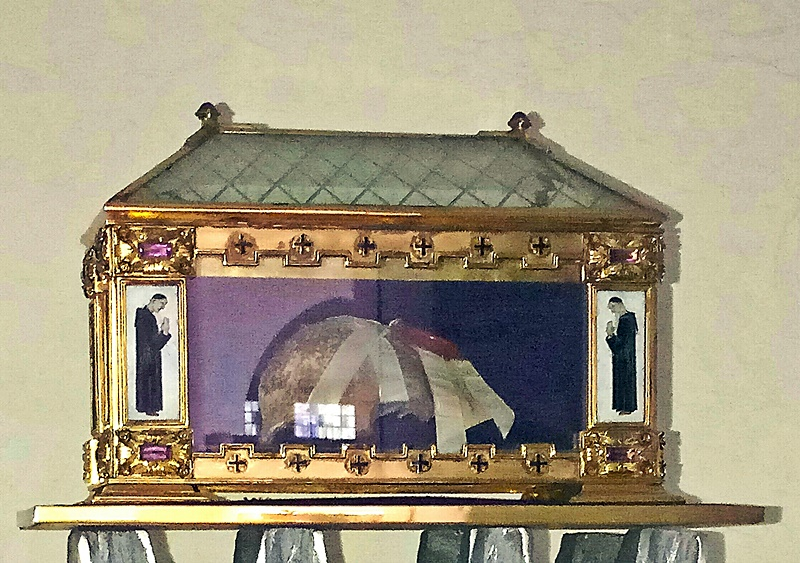
Pirminiusreliquie (Vorderhaupt), Pirmasens, Pfarrkirche St. Pirmin

Seine Herkunft ist ungewiss. In der Geschichtswissenschaft werden Irland, Südwest-Gallien und Paris als Heimat diskutiert. Für einen irischen Ursprung spricht die nachweislich von Pirminius vertretene Lehre der Peregrinatio. Der heilige Pirminius gilt als der Glaubensbote der iroschottischen Mission im südwestdeutschen Raum und im Elsass schlechthin. Er zählt zu den Wandermönchen, die im fränkischen Reich, das nach der Völkerwanderungszeit noch lange vom Heidentum durchdrungen war, den christlichen Glauben verkündeten und kirchliches Leben neu organisierten. Dabei handelt er im Auftrag der Karolinger, insbesondere des Hausmeiers Karl Martell.
Kennzeichnend für sein Wirken war die Gründung von Klöstern, denen er die Ordensregel des heiligen Benedikt von Nursia gab und die zu Zentren der Glaubensverkündigung in der jeweiligen Region wurden. Pirminius gilt als Vorläufer des Reformabtes Benedikt von Aniane, der 817 alle Klöster des fränkischen Reiches der benediktinischen Observanz unterstellte.
Im Jahr 720 gründete er Pfäfers, 724 das Kloster Mittelzell auf der Bodenseeinsel Reichenau. Es folgten mehrere Klöster zwischen Schwarzwald und Vogesen, darunter Gengenbach, Murbach, Weißenburg, Maursmünster und Neuweiler. Um 730 errichtete er die erste Kirche auf Murrhardter Gemarkung. Er erneuerte das Kloster Schuttern. Seine letzte Klostergründung war um 741 das Kloster Hornbach in der Südwestpfalz.
Dort starb er am 3. November – vermutlich im Jahr 753 – und wurde begraben. Als man das Kloster Hornbach im Verlauf der Reformation aufhob, rettete der letzte Hornbacher Abt, Graf Anton von Salm, St. Pirmins Gebeine 1558 nach Speyer. Von dort verbrachte sie 1575 der ehemalige Präsident des Reichskammergerichtes und Statthalter von Tirol, Graf Schweikhard von Helfenstein, in seine Residenz nach Innsbruck. Hier befinden sie sich heute in einem modernen Schrein der Innsbrucker Jesuitenkirche. Nach der Wiederentdeckung des Hornbacher Grabes im Jahr 1953 wurde ein Teil der Reliquien zurückgegeben. Sie werden heute in Hornbach, Speyer und Pirmasens aufbewahrt.
Bereits Ende des achten Jahrhunderts wird Pirminius in einer Metzer Handschrift als „Sanctus“, also Heiliger, bezeichnet.
Der Erzbischof von Mainz und frühere Abt des Klosters Fulda, Hrabanus Maurus (Heiliger), entwarf folgende Inschrift für das Grab Pirmins in Hornbach:
Pirminius selbst, Bischof und Christi Bekenner, bewohnt dieses Haus und heiligt den Ort.
Um Christi willen hat er die gegenwärtigen Freuden der Welt verschmäht und für sich die Armut erwählt.
Er verließ Vaterland, Volk und Verwandte und suchte die Fremde, verdiente den Himmel.
Das Volk der Franken hier suchte er mit klarer Lehre zu gewinnen und erbaute für Gott sehr viele heilige Stätten.
Hier ruht er nun, hat die Glieder des Leibes abgelegt und mit der Seele besitzt er oben das glückliche Reich.
Er hilft allen, die würdig Himmlisches suchen, und in rechter Weise bewahrt er selbst seine Diener.

## Verehrung
Er ist Patron der Pfalz, des Elsass, der Insel Reichenau und Stadtpatron von Innsbruck, sowie von Pirmasens. Seine Fürbitte wird für eine glückliche Geburt erfleht. Auch soll er gegen Schlangen und Pest helfen.
Patrozinien:
Das Seminar St. Pirmin in Sasbach, das Studienheim St. Pirmin, ein Jungeninternat in Dahn, wurden nach dem Heiligen benannt, ebenso das ehemalige Mutter-Kind-Therapiezentrum St. Pirmin in Dahn. Ferner tragen seinen Namen die Pirminiuswerkstätten in Pirmasens, eine Einrichtung für Behinderte Arbeitnehmer der Heinrich-Kimmle-Stiftung, sowie die Wohnanlage Pirminius und die Pirminiusschule in Pirmasens.
Der Name der Stadt Pirmasens leitet sich von ihm ab, ebenso möglicherweise der des Ortes Bierbach, wo er auch im Ortswappen dargestellt ist. Als Vorname ist Pirmin gebräuchlich, als Familiennamen kommen Pirmann, Pfirrmann u. ä. vor.
Der Reichenauer Arzt Karl Flesch hat in seinem Werk über den Reichenauer Mönch Hermannus Contractus auch das Pirminslied (Pirminuslied) aufgeführt, das heute noch Bestandteil des jährlichen Pirminfestes der Insel Reichenau ist.

## Werke
- Scarapsus. In: Ursmar Engelmann: Der heilige Pirmin und sein Pastoralbüchlein (= Reichenau-Bücherei. Bd. 1). Eingeleitet und ins Deutsche übertragen. 2., neu bearbeitete Auflage. Thorbecke, Sigmaringen 1976, ISBN 3-7995-3501-2.
- Scarapsus (= Monumenta Germaniae Historica. Quellen zur Geistesgeschichte des Mittelalters. Bd. 25). Herausgegeben von Eckhard Hauswald. Hahn, Hannover 2010, ISBN 978-3-7752-1025-6 (Zugleich: Konstanz, Universität, Dissertation, 2005/2006).